# Adolf Reitz (Autor)
Adolf Reitz (* 15. April 1884 in Stuttgart; † 23. Juni 1964 in Stuttgart-Degerloch) war ein deutscher Chemieingenieur und Autor populärwissenschaftlicher Sachbücher.

## Leben
Nach dem Besuch der Realschule begann er ein Studium der Chemie an der TH Stuttgart, das er 1906 als Diplom-Ingenieur der Chemie abschloss. Weitere Studien der Chemie, Naturwissenschaften und einige Semester Medizin an den Universitäten München und Tübingen folgten. 1907 schloss er diese mit seiner Promotion zum Dr. rer. nat. 1907 (Bakteriologie) ab.
Von 1904 bis 1907 arbeitete er in der Bakteriologischen Untersuchungsstation in Stuttgart, danach leitete er bis 1940 sein eigenes Chemisch-bakteriologisches Labor in Stuttgart. Früh wandte er sich schriftstellerischen Arbeiten zu in der besonderen Absicht, Forschungsergebnisse weiten Kreisen in verständlicher Form zugänglich zu machen. Die Gesamtauflage seiner Schriften, die zum Teil auch in Übersetzungen in fremden Sprachen erschienen sind, betrug bereits 1956 (Erscheinungsdatum des Buches Max Eyth, ein Ingenieur reist durch die Welt) rund eine Million.
Zu Beginn des Zweiten Weltkriegs stellte er sich in den Dienst der nationalsozialistischen Propaganda (siehe sein Buch „Da staunt die Welt“).
Er war in erster Ehe verheiratet mit Luise Berta geb. Röcker. Aus dieser Ehe stammte eine Tochter (1910–1931). Seine erste Ehe wurde geschieden am 12. August 1921, kurz danach heiratete er am 5. November 1921 Anni geb. Eisenreich aus Passau (* 6. Juni 1900; † 16. Juli 1959 in Großerlach-Liemersbach). Nach 1940 und über die Zeit des Zweiten Weltkriegs lebten Adolf und Anni Reitz zurückgezogen in Großerlach-Liemersbach bis zum plötzlichen Tod von Anni Reitz. Während seiner Zeit in Liemersbach war Adolf Reitz weiter schriftstellerisch tätig.
Danach zog Adolf Reitz wieder zurück nach Stuttgart, wo er in der Entringer Str. 48 in Stuttgart-Degerloch bis zu seinem Tod wohnte. Adolf Reitz hat keine lebenden Nachkommen und Verwandte mehr.

## Werke (Auswahl)

### Bücher und Aufsätze
- Chemische und bakterielle Untersuchungen von Milch und -produkten. 1907.
- Untersuchungen über photobiologische Sensibilatoren. In: Centralblatt für Bakteriologie Abt. 1, Bd. 45 (1907)
- Nahrungsmittel und Fälscherkünste. Ein Büchlein zur Untersuchung unserer wichtigsten Nahrungs- und Genußmittel. Mit Anhang: Untersuchung von Kleiderstoffen. Kosmos, Stuttgart, 1910 (Naturwissenschaftliche Volksbücher; 14/16).
- Die Bakterien. Eine Einführung in das Reich der Mikroorganismen. Dietz, Stuttgart 1911 (Kleine Bibliothek; 10).
- Chemie im Alltag. Dietz, Stuttgart 1912 (Kleine Bibliothek; 19).
- Fritz Voggenberger. Biografie. 1913.
- Handbuch der mikroskopischen Technik, Bd. 6: Apparate und Arbeitsmethoden der Bakteriologie, Bd. 1: Allgemeine Vorschriften, Einrichtung der Arbeitsräume, Kulturverfahren, Färbeverfahren, Bestimmungstabellen. Franckh, Stuttgart 1914.
- An den Quellen des Seins. Plaudereien über Natur, Leben und Wissenschaft. Strecker & Schröder, Stuttgart 1916.
- Das A-B-C der Photographie. Verlag des Schwäbischen Albvereins, Tübingen 1919.
- Georg Kropp, der Führer der neuen deutschen Eigenheim-Bewegung. Ein Buch seines Lebens und erfolgreichen Wirkens. Mimir-Buchhandlung, Stuttgart 1926.
- Geheimes Leben. Röck, Weinsberg 1927.
- Was die Hausfrau nicht weiss! Praktisches und Unterhaltendes über Hausfrauenchemie. Zaugg u. Co., Stuttgart 1928.
- Aufstieg. Rationeller arbeiten – besser werben. In: Wege zum Erfolg durch zielbewusstes Werben. Stuttgarter Neues Tagblatt, Stuttgart 1928 (Tagblatt-Schriften; 12), S. 7–9.
- Kranke Anzeigen. In: Wege zum Erfolg durch zielbewusstes Werben. Stuttgarter Neues Tagblatt, Stuttgart 1928 (Tagblatt-Schriften; 12), S. 67–69.
- mit Erich Beintker: Apparate und Arbeitsmethoden der Bakteriologie. Band 1 und 2 Mikroskopie. 1930.
- Hrsg. mit Franz Wilhelm Sieber: Die schwäbischen Mineral-Quellen und Bäder. Wissenschaftliche Verlagsgesellschaft, Stuttgart 1935.
- Mineral- und Heilquellen von Württemberg. 1935.
- Die Welt des Paracelsus: Leben und Gedanken des ausgezeichneten Doktors der Medizin Theophrastus von Hohenheim, genannt Paracelsus. Bika, Stuttgart 1937.
- Der schwäbische Werktag. Alemannen-Verlag, Stuttgart vermutlich 1939.
- Schöpferkräfte der Chemie. Schicksal um Menschen und Stoffe. Alemannen-Verlag, Stuttgart 1939.
- Nahrungsmittel: Wunderwerke der Natur; Ein Buch über Ernährung. Jauss, Stuttgart 1939.
- Da staunt die Welt. Alemannen-Verlag, Stuttgart 1940 (Herausgegeben vom Luftwaffenführungsstab Ic/VIII).
- Blücher. Der Marschall Vorwärts (1742–1819). Alemannen-Verlag, Stuttgart 1940 oder 1942.
- Nahrungsmittel. Wunderwerke der Natur. Ein Buch über Ernährung. Alemannen-Verlag, Stuttgart 1940 oder 1942.
- Max Eyth. Ein Ingenieur reist durch die Welt. Pioniertaten eines Landtechnikers. Energie Verlag, 1956.
- Dunkle Mächte. Ein Buch von Öl und Kohle. Hess, Ulm 1947.
- Schnappschüsse, Aphorismen. Hess, Ulm 1947.
- Auf den Spuren des kleinsten Lebens. 1948.
- Mensch und Metall. Hess, Ulm 1948
- Vorstoß ins Unsichtbare. Mit Zeittafel der Bakterien. Hess, Ulm 1948 oder 1949.
- Im Würfelbecher des Lebens. Ein Georg Kropp-Roman. Hess, Ulm 1960 oder 1961.

### Herausgeberschaft von Zeitschriften
- mit Willi Berberich: Das gelbe Blatt. Oeffentliches Leben, Kunst, Theater, Literatur, Natur, Technik. Stuttgart, o. V. 21. Juni 1919
- Mikrokosmos. Zeitschrift für die praktische Betätigung aller Naturfreunde. 1909–1912
- Das Laboratorium. Mikrokosmos. IV. Jahrgang 1910/11. Franckh, Stuttgart 1909
- mit J. Kollmann: Technische Monatshefte. 2. Jahrgang 1911.

### Bearbeitungen anderer Bücher und Autoren
- Max Eyth: Taten nicht Tinte!. Aphorismen 1957.
- Max Eyth: Der Kampf um die Cheopspyramide. Roman. Hrsg. von Adolf Reitz. Hess, Ulm 1958.
- Max Eyth: Der Schneider von Ulm. Kurzausgabe, bearbeitet von Adolf Reitz. Hess, Ulm 1957 oder 1960.

### Film
- Geheimnisvolles Kraftwerk. Ein Kulturfilm in Worten. Alemannen Verlag Albert Jauss, Stuttgart